# Ilíria (região)
Ilíria (em albanês: Iliria; romaniz.: lit. terra dos livres; em grego clássico: Ἰλλυρία; romaniz.: Illyría; em latim: Illyricum) é a região mais a noroeste dos Bálcãs. Sua fronteira norte é a Ístria e a sul ela se estende até, aproximadamente, o lago Escútare. Hoje em dia, abriga os seguintes países: Sérvia, Montenegro, Kosovo, norte da Albânia, Bósnia e Herzegovina e Croácia.